# Hermandad de la Misericordia (El Puerto de Santa María)
La Hermandad de los Cerillitos cuyo nombre oficial y completo es Fervorosa Hermandad y Cofradía de Nazarenos del Santísimo Cristo de la Misericordia y Nuestra Señora de la Piedad es una hermandad religiosa o cofradía con sede en la iglesia Mayor Prioral, en la ciudad de El Puerto de Santa María (España). Realiza una procesión durante la Semana Santa en El Puerto de Santa María, en la tarde del Martes Santo.

## Historia
Fundada en el año 1930, como filial de la Hermandad del Nazareno, procesionando con un crucificado que se encontraba en el Castillo de San Marcos. Se independiza del Nazareno en el año 1932, instalándose en la capilla que continúa en la actualidad en la parroquia de Nuestra Señora de Los Milagros. En 1937 vuelve a salir la cofradía tras un breve periodo de inactividad durante la Guerra Civil. El año 1942, se redactan nuevos estatutos de la Hermandad por haber sufrido extravío del primer documento, En 1943, se incorpora por vez primera a Nuestra Señora de la Piedad a los desfiles procesionales del Martes Santo. En el año 1947, por decreto del obispado de Sevilla, la Hermandad se ve obligada a devolver la antigua imagen del Crucificado a su legítima propietaria, la condesa de Gavia. En los años posteriores, se realizará un Vía Crucis por el interior de la iglesia Mayor Prioral con una talla de Crucificado que se encuentra en la sacristía de dicho templo al no poder afrontar por falta de apoyo económico la realización de una nueva talla.En 1951, se bendice al nuevo Titular, una imagen tallada por el imaginero portuense D. José Ovando Merino. Entre los años de 1956 al 1970 la cofradía pasó a procesionar en la jornada del Jueves Santo, debido a un decreto que intentaba reordenar cronológicamente la Semana de Pasión. Durante este período, la hermandad decide incorporar a su hábito de hermano nazareno la capa de color rojo, saliendo anteriormente con túnica de color hueso y antifaz rojo. Durante los años 70, la Hermandad llegó casi a su desaparición, siendo en el 1978, a procesionar con la talla del Crucificado portada a hombros por sus hermanos, en el más absoluto silencio. En años posteriores se creó el primer grupo joven. En el año 1982, se celebró el Cincuentenario Fundacional de la Corporación con una serie de importantes actos. En 1998 fueron de nuevo renovado los estatutos de la Hermandad por el Obispado de Asidonia-Jerez. En 2005 se cumplió el 75 aniversario fundacional de la Hermandad, se organizaron una serie de actos durante el año para celebrar esta efeméride, como una salida extraordinaria del paso de palio y un Viacrucis del Santísimo Cristo de la Misericordia por las calles de la feligresía. En el año de la Fe, la Hermandad participó en diversos actos que organizó el Consejo Local de Hermandades y cofradía de la ciudad para conmemorar dicha celebración. Este año la duración se ha acortado.

## Escudo
El escudo de la Hermandad está formado por la Santa Cruz con una corona de espinas en la intersección de la misma, tres clavos en su parte superior y las cinco llagas de la Pasión de Nuestro Señor. Todo ello rodeado de decoración vegetal y terminando la parte superior con dos ángeles que soportan una corona real, símbolo del Reino de Dios.

## Imágenes
- Santísimo Cristo de la Misericordia: es una imagen de Cristo crucificado. Fue comprado en 1951 por un hermano de la cofradía, por valor de 10 000 pesetas, un gran desembolso en la época. La imagen representa a Jesús crucificado sobre una montaña de claveles y rodeado por cuatro candelabros guardabrisas. Es una talla realizada por el escultor portuense José Ovando Merino. La obra se encargó a mediados del pasado siglo XX, cuando la anterior escultura que servía de titular a la Hermandad fue reclamada por sus propietarios, la Orden de los Franciscanos Menores. En esta imagen destaca la belleza de sus facciones, aun cuando el Crucificado refleja el último momento en el que se va a encontrar con la muerte.

- Nuestra Señora de la Piedad: esta imagen representaba primitivamente a Santa Rosa de Lima, es de autor desconocido y data del siglo XVII, posiblemente de la escuela italiana. Fue adaptada a candelero por el artista portuense Juan Botaro. En 1991 fue restaurada, por el también artista portuense, Enrique Ortega Ortega.

- San Francisco de Asís:

Aunque no es titular, la Hermandad le rinde cultos según indica en el Régimen Interno y estatutos de la Hermandad.

## Cortejo Procesional
Se realiza un viacrucis con el Santísimo Cristo de la Misericordia, este tiene lugar el último sábado de Cuaresma por el interior del Templo. Se trata de uno de los momentos de mayor recogimiento de la Hermandad.Su salida procesional tiene lugar el Martes Santo, siendo la primera Hermandad en cruzar por Carrera Oficial en dicho día debido a su mayor antigüedad.

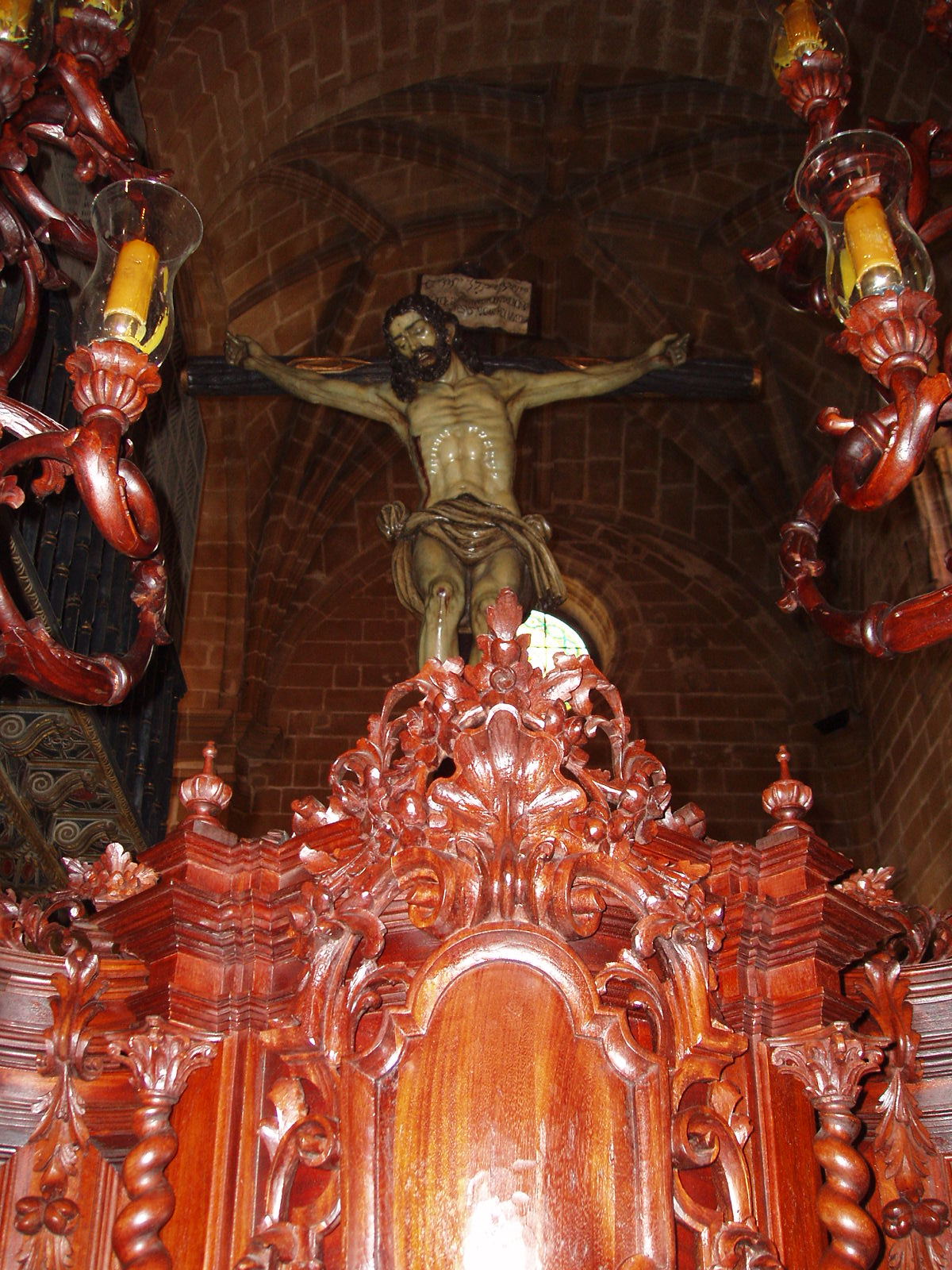

### Pasos procesionales

#### Primer Paso
Representa a Jesucristo crucificado y muerto en la cruz. El pasaje evangélico que sirvió como fuente de inspiración pertenece al capítulo 23 del evangelista San Lucas:
"Había sobre la cabeza de Jesús un título escrito en griego, latín y hebreo, que decía: ESTE ES EL REY DE LOS JUDIOS. [...] Era ya casi la hora sexta y las tinieblas cubrieron toda la tierra hasta la hora nona. El sol se oscureció y el velo del Templo se rasgó por medio. Entonces Jesús, clamando con una voz muy grande, dijo: PADRE, EN TUS MANOS ENCOMIENDO MI ESPÍRITU. Y diciendo esto, expiró."
- Paso de Cristo: tallado en madera (2002) de estilo barroco en caoba por el tallista D. Manuel Guzmán Bejarano, lleva 4 evangelistas en las capillas (2017). Va iluminado por seis candelabros de guardabrisas. Guardabrisones (2017), Llamador en bronce viejo (2019)

- Medidas parihuela: calza 40 costaleros.

- Acompañamiento musical: Banda de CC. y TT. Caridad de Jerez de la Frontera (desde 2021)

#### Segundo Paso
Nuestra Señora de la Piedad bajo palio.
- Paso de Palio: techo de Palio, Bambalinas, Manto y faldones de terciopelo granate, bordado en tisú de oro fino por los propios hermanos de la cofradía bajo la dirección y diseño de D. José Sánchez y D. Manuel Ganaza.

- Medidas: calza 30 costaleros.

- Acompañamiento musical: banda de Música Ntro Padre Jesús Nazareno de Rota (Desde 2014).

### Hábito Nazareno

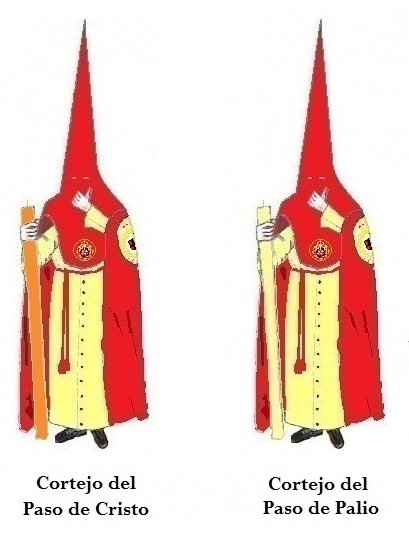
Hábito Hermandad de La Misericordia

Para participar en la estación de penitencia será imprescindible, vestir el atuendo propio del nazareno, que consistirá en túnica de tela de sarga en color hueso con bocamangas de color rojo. A la altura de la cintura se amarrará un cíngulo trenzado con hilos de seda de color rojo, terminado en un borlón con flecos del mismo color. Así mismo, también forma parte del hábito tanto la capa como el antifaz, ambos en tela de sarga en color rojo. Sobre el antifaz, centrado a la altura del pecho, irá ele escudo de la Hermandad bordado en sedas de colores sobre fondo rojo. En la capa, y sobre el hombro izquierdo, llevará el escudo representado en la medalla de la Hermandad, en sedas de colores sobre fondo blanco. El hábito se completa con guantes blancos, zapatos de color negro y calcetines del mismo color.
Aquellos que lo deseen podrán realizar la estación de penitencia descalzos o únicamente con calcetines negros, pero nunca calzados y sin calcetines.
Todos los hermanos nazarenos, a excepción de los que porten cruz y los manigueteros, usarán capirote bajo el antifaz. En el caso de los manigueteros, al llegar a la iglesia, la Hermandad les facilitará un antifaz distintivo de su posición en el cortejo que será de tela de sarga en color hueso.
Sobre la túnica y bajo el antifaz, se deberá llevar la Medalla de la Hermandad.
Los nazarenos cuidarán al máximo la corrección y conservación de sus túnicas, en aras de la mayor uniformidad del cortejo. Evitarán túnicas con el tejido pasado, descolorido o manchado.

### Lugares Recomendados
Cabe destacar el paso de la cofradía por la plaza de Alfonso X "El Sabio" y calle Conejitos.

## Marchas dedicadas[2]

### Cornetas y Tambores
- Al Señor de la Misericordia (2004) de D. Vicente Moreno Albadejo.

### Banda de Música
- Reina de la Piedad (2005) de la Banda Maestro Dueñas.
- A Mi Virgen de la Piedad (2007) de D. Abraham Padilla Consuegra.
- Piedad (2008) de la banda municipal de Rota.